# حسين سري باشا
حسين سري باشا (1894 – 1960) هو سياسي مصري، شغل منصب رئيس وزراء مصر لمدة ثلاث فترات قصيرة. خدم أولًا كرئيس للوزراء من 1940 إلى 1942 خلال دخول مصر في الحرب العالمية الثانية وغزو الألمان لشمال أفريقيا. عمل بعدها سري باشا كرئيس للوزراء من يوليو 1949 حتى يناير 1950، وآخر فترة له كانت في يوليو 1952 خلال الأزمة السياسية قبل ثورة 1952.
تبوأ منصب رئيس مجلس الوزراء ووزير الخارجية والحربية والبحرية في وزارته الخامسة (2 - 22 يوليو 1952)، وكان من أهم حوادث وزارته حل مجلس إدارة نادي ضباط الجيش الذي كان تم انتخابه برئاسة اللواء محمد نجيب، بسبب تدخل الملك، فاستقال اللواء محمد نجيب، وحاول رئيس الوزراء معالجة الموقف بأن طلب من الملك تعيين محمد نجيب وزيراً للحربية، ورفض القصر طلبه، فتقدم باستقالته من الوزارة في اليوم السابق لثورة 23 يوليو.

## تعريف
هو نجل إسماعيل سري باشا ناظر الأشغال السابق.
تخرج من المدرسة السعيدية عام ١٩١٠، ثم حصل على دبلوم الهندسة من مدرسة السنترال بباريس، وتخصص في شئون الري.
تقلد منصب مدير عام مصلحة المساحة أول يونيه ١٩٢٧، وقام بتنظيم أعمالها بهدف إدخال النظام اللامركزي بها، لسرعة إنجاز الأعمال المصلحية. تولى مهام منصب رئيس الوزراء لأول مرة ووزير الداخلية والخارجية في وزارته الأولى (١٥ نوفمبر ١٩٤٠- ٣١ يوليه ١٩٤١)، ولم تنجح الجهود البريطانية أثناء توليه الوزارة في ضم مصر إلى صف بريطانيا أثناء الحرب العالمية الثانية، لمعارضته ذلك، حيث لم يكن متعاوناً مع الإنجليز. شكّل وزارته الثانية وتولى فيها منصب وزير الداخلية (٣١ يوليه ١٩٤١- ٤ فبراير ١٩٤٢)، واستقال عام ١٩٤٢، بسبب وقوف الوفد والقصر ضده قبل حادث ٤ فبراير ١٩٤٢، ثم تولى رئاسة الوزارة للمرة الثالثة (٢٥ يوليه ١٩٤٩- ٣ نوفمبر ١٩٤٩)، وكانت وزارته ائتلافية تمثل جميع الأحزاب الرئيسية، وانتهى في عهد هذه الوزارة أجل المحاكم المختلطة، وانتقلت سلطتها إلى المحاكم الوطنية في ١٥ أكتوبر ١٩٤٩، شكّل بعد ذلك وزارته الرابعة (٣ نوفمبر ١٩٤٩-١٢ يناير ١٩٥٠)، وفى عهد هذه الوزارة حقق الوفد انتصارا كبيراً في الانتخابات العامة لمجلس النواب عام ١٩٥٠.
تبوأ منصب رئيس مجلس الوزراء ووزير الخارجية والحربية والبحرية في وزارته الخامسة (٢- ٢٢ يوليه ١٩٥٢)، وكان من أهم حوادث وزارته حلّ مجلس إدارة نادي ضباط الجيش الذي كان تم انتخابه برئاسة اللواء محمد نجيب، بسبب تدخل الملك، فاستقال اللواء محمد نجيب، وحاول رئيس الوزراء معالجة الموقف بأن طلب من الملك تعيين محمد نجيب وزيراً للحربية، ورفض القصر طلبه، فتقدم باستقالته من الوزارة في اليوم السابق لثورة ٢٣ يوليه.

## رئاسته الوزارة الأولى

### حكومته
| الوزير                  | الوزارة                                |
| ----------------------- | -------------------------------------- |
| أحمد بك عبد الغفار      | وزارة الزراعة                          |
| حسن بك صادق             | وزارة المالية                          |
| حسين باشا سري           | وزارة الخارجية، وزارة الداخلية         |
| رشوان باشا محفوظ        | وزارة التجارة والصناعة                 |
| صليب بك سامي            | وزارة التجارة والصناعة، وزارة الخارجية |
| عبد الحميد باشا بدوي    | وزارة المالية                          |
| عبد القوي بك أحمد       | وزارة الأشغال العمومية                 |
| عبد المجيد إبراهيم صالح | وزارة التموين، وزارة المواصلات         |
| علي باشا إبراهيم        | وزارة الصحة العمومية                   |
| محمد باشا حسين هيكل     | وزارة المعارف العمومية                 |
| محمد باشا حلمي عيسى     | وزارة العدل                            |
| محمد بك عبد الجليل سمرة | وزارة التموين، وزارة الشئون الاجتماعية |
| مصطفى باشا عبد الرازق   | وزارة الأوقاف                          |
| يونس باشا صالح          | وزارة الدفاع الوطني                    |

## رئاسته الوزارة الثانية

### حكومته
| الوزير                | الوزارة                       |
| --------------------- | ----------------------------- |
| إبراهيم دسوقي أباظة   | وزارة الشئون الاجتماعية       |
| أحمد باشا محمد خشبة   | وزارة المواصلات               |
| حامد محمود            | وزارة الصحة العمومية          |
| حسن باشا صادق         | وزارة الدفاع الوطني           |
| حسين باشا سري         | وزارة الداخلية، وزارة المالية |
| صليب باشا سامي        | وزارة الخارجية                |
| عبد الحميد باشا بدوي  | وزارة المالية                 |
| عبد الرحمن بك عسر     | وزارة التجارة والصناعة        |
| عبد القوي باشا أحمد   | وزارة الوقاية المدنية         |
| محمد باشا حسين هيكل   | وزارة المعارف العمومية        |
| محمد حامد جودة        | وزارة التموين                 |
| محمد بك راغب عطية     | وزارة الزراعة                 |
| محمود باشا غالب       | وزارة العدل                   |
| مصطفى باشا عبد الرازق | وزارة الأوقاف                 |

## رئاسته الوزارة الثالثة

### حكومته
| الوزير                    | الوزارة                        |
| ------------------------- | ------------------------------ |
| أحمد باشا عبد الغفار      | وزارة الزراعة                  |
| أحمد باشا محمد خشبة       | وزارة العدل                    |
| أحمد بك رمزي              | وزير دولة                      |
| أحمد بك مرسي بدر          | وزارة المعارف العمومية         |
| أحمد علي علوبة بك         | وزارة العدل                    |
| الأستاذ محمد محمد الوكيل  | وزير دولة                      |
| الدكتور محمد هاشم         | وزير دولة                      |
| حسين باشا سري             | وزارة الخارجية، وزارة الداخلية |
| حسين بك فهمي              | وزارة المالية                  |
| عبد الرحمن بك الرافعي     | وزارة التموين                  |
| عثمان باشا محرم           | وزارة الأشغال العمومية         |
| علي أيوب                  | وزارة الشئون الاجتماعية        |
| محمد باشا حيدر            | وزارة الحربية والبحرية         |
| محمد باشا فؤاد سراج الدين | وزارة المواصلات                |
| محمد زكي علي باشا         | وزير دولة                      |
| محمود غالب باشا           | وزير دولة                      |
| مصطفى مرعي                | وزير دولة                      |
| مصطفى نصرت                | وزارة التجارة والصناعة         |
| نجيب باشا إسكندر          | وزارة الصحة العمومية           |

## رئاسته الوزارة الرابعة

### حكومته
| الوزير                     | الوزارة                        |
| -------------------------- | ------------------------------ |
| حسين باشا سري              | وزارة الخارجية، وزارة الداخلية |
| حسين باشا عنان             | وزارة الزراعة                  |
| سيد باشا مصطفى             | وزارة العدل                    |
| صليب باشا سامي             | وزارة التجارة والصناعة         |
| عبد الشافي بك عبد المتعال  | وزارة المالية                  |
| محمد باشا حسن العشماوي     | وزارة المعارف العمومية         |
| محمد باشا حيدر             | وزارة الحربية والبحرية         |
| محمد باشا عبد الخالق حسونة | وزارة الشئون الاجتماعية        |
| محمد باشا علي نمازي        | وزارة المواصلات                |
| محمد بك المفتى الجزايرلي   | وزارة الأوقاف                  |
| محمد بك علي راتب           | وزارة التموين                  |
| محمد هاشم                  | وزير دولة                      |
| مصطفى باشا فهمي            | وزارة الأشغال العمومية         |

## رئاسته الوزارة الخامسة

### حكومته
| حسين باشا سري          | وزارة الحربية والبحرية، وزارة الخارجية          |
| حسين بك كامل الغمراوي  | وزارة التموين                                   |
| سيد بك عبد الواحد      | وزارة المواصلات                                 |
| عبد المعطي بك خيال     | وزارة التجارة والصناعة                          |
| علي بك بدوي            | وزارة العدل                                     |
| كريم باشا ثابت         | وزير دولة                                       |
| محمد أحمد فرج السنهوري | وزارة الأوقاف                                   |
| محمد باشا علي راتب     | وزارة الشئون البلدية والقروية                   |
| محمد باشا هاشم         | وزارة الداخلية                                  |
| محمد بك سامي مازن      | وزارة المعارف العمومية                          |
| محمد بك علي الكيلاني   | وزارة الزراعة                                   |
| محمود بك صلاح الدين    | وزارة الصحة العمومية                            |
| نجيب باشا إبراهيم      | وزارة الأشغال العمومية، وزارة المالية والاقتصاد |

| سبقه: حسن صبري باشا           | رئيس وزراء مصر: (1942- 1940)          | خلفه: مصطفى النحاس باشا      |
| سبقه: إبراهيم عبد الهادي باشا | فترة ثانية كرئيس وزارة : (1950- 1949) | خلفه: مصطفى النحاس باشا      |
| سبقه: أحمد نجيب الهلالي باشا  | فترة ثالثة كرئيس وزارة : (1952- 1952) | خلفه: أحمد نجيب الهلالي باشا |

1. 1 2 3 4 5 6 7  Emmanuel K. Akyeampong; Henry Louis Gates, Jr., eds. (2012), Dictionary of African Biography (بالإنجليزية), New York City: Oxford University Press, OL:24839793M, QID:Q46002746
2. ↑  حسين باشا سري، ذاكرة مصر المعاصرة نسخة محفوظة 4 مارس 2016 على موقع واي باك مشين.